# Everything You've Come to Expect (canción)
«Everything You've Come to Expect» es una canción de la banda inglesa The Last Shadow Puppets, lanzada el 10 de marzo de 2016 bajo el sello discográfico Domino Records como segundo sencillo promocional del álbum homónimo.

## Vídeo musical
El vídeo musical para "Everything You've Come to Expect" fue lanzado el 10 de marzo de 2016. En éste se aprecia a Turner y Kane enterrados del cuello a los pies con arena mientras una mujer con vestido blanco rasgado realiza un baile de piruetas alrededor de ellos, la escena toma lugar frente a una playa. El vídeo fue dirigido por Saam Farahmand.

## Personal

#### The Last Shadow Puppets
- Alex Turner – voz, órgano
- Miles Kane – voz
- James Ford – teclados, batería, percusión
- Zach Dawes – bajo

#### Personal adicional
- Owen Pallett – arreglo de cuerdas
- Mate Helders – vocals